# Swedish Open 2017
Swedish Open 2017 — тенісний турнір, що проходив на кортах з ґрунтовим покриттям. Це був 70-й за ліком турнір серед чоловіків і 9-й - серед жінок. Належав до серії 250 у рамках Туру ATP 2017, а також до серії International у рамках Туру WTA 2017. Відбувся в Бостаді (Швеція). Тривав з 17 до 23 липня 2017 року серед чоловіків і з 24 до 30 липня 2017 року серед жінок.

## Очки і призові

### Розподіл очок
| Дисципліна                 | П   | Ф   | ПФ  | ЧФ | 1/8 | 1/16 | Q   | Q2  | Q1  |
| Одиночний розряд, чоловіки | 250 | 150 | 90  | 45 | 20  | 0    | 12  | 6   | 0   |
| Парний розряд, чоловіки    | 250 | 150 | 90  | 45 | 0   | Н/Д  | Н/Д | Н/Д | Н/Д |
| Одиночний розряд, жінки    | 280 | 180 | 110 | 60 | 30  | 1    | 18  | 12  | 1   |
| Парний розряд, жінки       | 280 | 180 | 110 | 60 | 1   | Н/Д  | Н/Д | Н/Д | Н/Д |

### Розподіл призових грошей
| Дисципліна                 | П       | Ф       | ПФ      | ЧФ      | 1/8    | 1/161  | Q2     | Q1     |
| Одиночний розряд, чоловіки | €85,945 | €45,265 | €24,520 | €13,970 | €8,230 | €4,875 | €2,195 | €1,100 |
| Парний розряд, чоловіки *  | €26,110 | €13,730 | €7,440  | €4,260  | €2,490 | Н/Д    | Н/Д    | Н/Д    |
| Одиночний розряд, жінки    | $43,000 | $21,400 | $11,500 | $6,175  | $3,400 | $2,100 | $1,020 | $600   |
| Парний розряд, жінки *     | $12,300 | $6,400  | $3,435  | $1,820  | $960   | Н/Д    | Н/Д    | Н/Д    |

1 Кваліфаєри отримують і призові гроші 1/16 фіналу

* на пару

## Учасники чоловічих змагань

### Сіяні
| Країна    | Гравець                 | Рейтинг1 | Сіяний |
| --------- | ----------------------- | -------- | ------ |
| Іспанія   | Пабло Карреньо Буста    | 17       | 1      |
| Іспанія   | Альберт Рамос Віньйолас | 22       | 2      |
| Уругвай   | Пабло Куевас            | 24       | 3      |
| Франція   | Рішар Гаске             | 27       | 4      |
| Росія     | Карен Хачанов           | 34       | 5      |
| Іспанія   | Фернандо Вердаско       | 35       | 6      |
| Аргентина | Дієго Шварцман          | 37       | 7      |
| Іспанія   | Давид Феррер            | 39       | 8      |
| Аргентина | Орасіо Себальйос        | 56       | 9      |

- 1 Рейтинг подано станом на 3 липня 2017

### Інші учасники
Учасники, що отримали вайлд-кард на участь в основній сітці:
- Томмі Гаас
- Еліяс Імер
- Мікаель Імер

Учасник, що потрапив в основну сітку завдяки захищеному рейтингові:
- Ернестс Гульбіс

Нижче наведено гравців, які пробились в основну сітку через стадію кваліфікації:
- Артур де Греф
- Федеріко Дельбоніс
- Maximilian Marterer
- Леонардо Маєр

Як щасливий лузер в основну сітку потрапили такі гравці:
- Поль-Анрі Матьє

### Знялись з турніру
До початку турніру
- Ніколас Альмагро →його замінив  Факундо Баньїс
- Жеремі Шарді →його замінив  Поль-Анрі Матьє
- Стів Дарсіс →його замінив  Олександр Долгополов
- Рішар Гаске →його замінив  Генрі Лааксонен
- Віктор Троїцький →його замінив  Ренцо Оліво

### Завершили кар'єру
- Пабло Карреньо Буста

## Учасники основної сітки в парному розряді

### Сіяні
| Країна        | Гравець        | Країна    | Гравець           | Рейтинг1 | Сіяні |
| ------------- | -------------- | --------- | ----------------- | -------- | ----- |
| Чилі          | Хуліо Перальта | Аргентина | Орасіо Себальйос  | 71       | 1     |
| Іспанія       | Давід Марреро  | Сербія    | Ненад Зімоньїч    | 99       | 2     |
| Нова Зеландія | Маркус Даніелл | Бразилія  | Марсело Демолінер | 105      | 3     |
| Франція       | Жеремі Шарді   | США       | Ніколас Монро     | 123      | 4     |

- Рейтинг подано станом на 3 липня 2017

### Інші учасники
Нижче наведено пари, які отримали вайлдкард на участь в основній сітці:
- Юган Брунстрем /  Андреас Сільєстрем
- Еліяс Імер /  Мікаель Імер

Наведені нижче пари отримали місце як заміна:
- Isak Arvidsson /  Fred Simonsson

### Знялись з турніру
До початку турніру
- Жеремі Шарді

## Учасниці

### Сіяні
| Країна     | Гравчиня             | Рейтинг1 | Сіяна |
| ---------- | -------------------- | -------- | ----- |
| Данія      | Каролін Возняцкі     | 7        | 1     |
| Латвія     | Анастасія Севастова  | 17       | 2     |
| Франція    | Каролін Гарсія       | 20       | 3     |
| Естонія    | Анетт Контавейт      | 32       | 4     |
| Іспанія    | Карла Суарес Наварро | 34       | 5     |
| Нідерланди | Кікі Бертенс         | 35       | 6     |
| Чехія      | Катерина Сінякова    | 44       | 7     |
| Німеччина  | Юлія Гергес          | 45       | 8     |
| Швеція     | Юганна Ларссон       | 48       | 9     |

- 1 Рейтинг подано станом на 17 липня 2017

### Інші учасниці
Учасниці, що отримали вайлд-кард на участь в основній сітці:
- Мр'ям Б'єрклунд
- Єлизавета Кулічкова
- Ребекка Петерсон

Нижче наведено гравчинь, які пробились в основну сітку через стадію кваліфікації:
- Ірина Бара
- Катерина Козлова
- Барбора Крейчикова
- Корнелія Лістер
- Аранча Рус
- Мартіна Тревізан

Як щасливий лузер в основну сітку потрапили такі гравчині:
- Вікторія Томова

### Знялись з турніру
До початку турніру
- Тімеа Бачинскі →її замінила  Анна Блінкова
- Сорана Кирстя →її замінила  Патрісія Марія Тіг
- Анетт Контавейт →її замінила  Вікторія Томова
- Крістіна Макгейл →її замінила  Александра Крунич
- Юлія Путінцева →її замінила  Анніка Бек
- Саманта Стосур →її замінила  Полін Пармантьє

Під час турніру
- Кікі Бертенс

### Завершили кар'єру
- Юлія Гергес

## Учасниці в парному розряді

### Сіяні
| Країна    | Гравчиня           | Країна          | Гравчиня           | Рейтинг1 | Сіяна |
| --------- | ------------------ | --------------- | ------------------ | -------- | ----- |
| США       | Ніколь Мелічар     | Велика Британія | Анна Сміт          | 109      | 1     |
| Грузія    | Оксана Калашникова | Польща          | Алісія Росольська  | 114      | 2     |
| Бельгія   | Елісе Мертенс      | Нідерланди      | Демі Схюрс         | 118      | 3     |
| Аргентина | Марія Ірігоєн      | Чехія           | Барбора Крейчикова | 148      | 4     |

- 1 Рейтинг подано станом на 17 липня 2017

### Інші учасниці
Нижче наведено пари, які отримали вайлдкард на участь в основній сітці:
- Мр'ям Б'єрклунд /  Іда Ярлског
- Жакеліне Кабадж Авад /  Кайса Рінальдо Перссон

Наведені нижче пари отримали місце як заміна:
- Еллен Аллгурін /  Карен Барріца

### Знялись з турніру
До початку турніру
- Данка Ковінич

## Переможці

### Чоловіки, одиночний розряд
- Давид Феррер —   Олександр Долгополов, 6–4, 6–4

### Жінки, одиночний розряд
- Катерина Сінякова —  Каролін Возняцкі, 6–3, 6–4

### Чоловіки, парний розряд
- Юліан Ноул /  Філіпп Пецшнер —  Сандер Арендс /  Матве Мідделкоп, 6–2, 3–6, [10–7]

### Жінки, парний розряд
- Квірін Лемуан /  Аранча Рус —  Марія Ірігоєн /  Барбора Крейчикова, 3–6, 6–3, [10–8]